# Aššurnasirpal II.
Aššurnasirpal II. („Aššur-nâṣir-apli“ – dosl. „[Bůh] Aššur je ochráncem následníka [trůnu]“), byl jedním z nejslavnějších a nejúspěšnějších asyrských králů. Vládl v letech 884–858 př. n. l. a nastoupil na trůn po svém otci Tukultí-Ninurtu II.

## Výboje

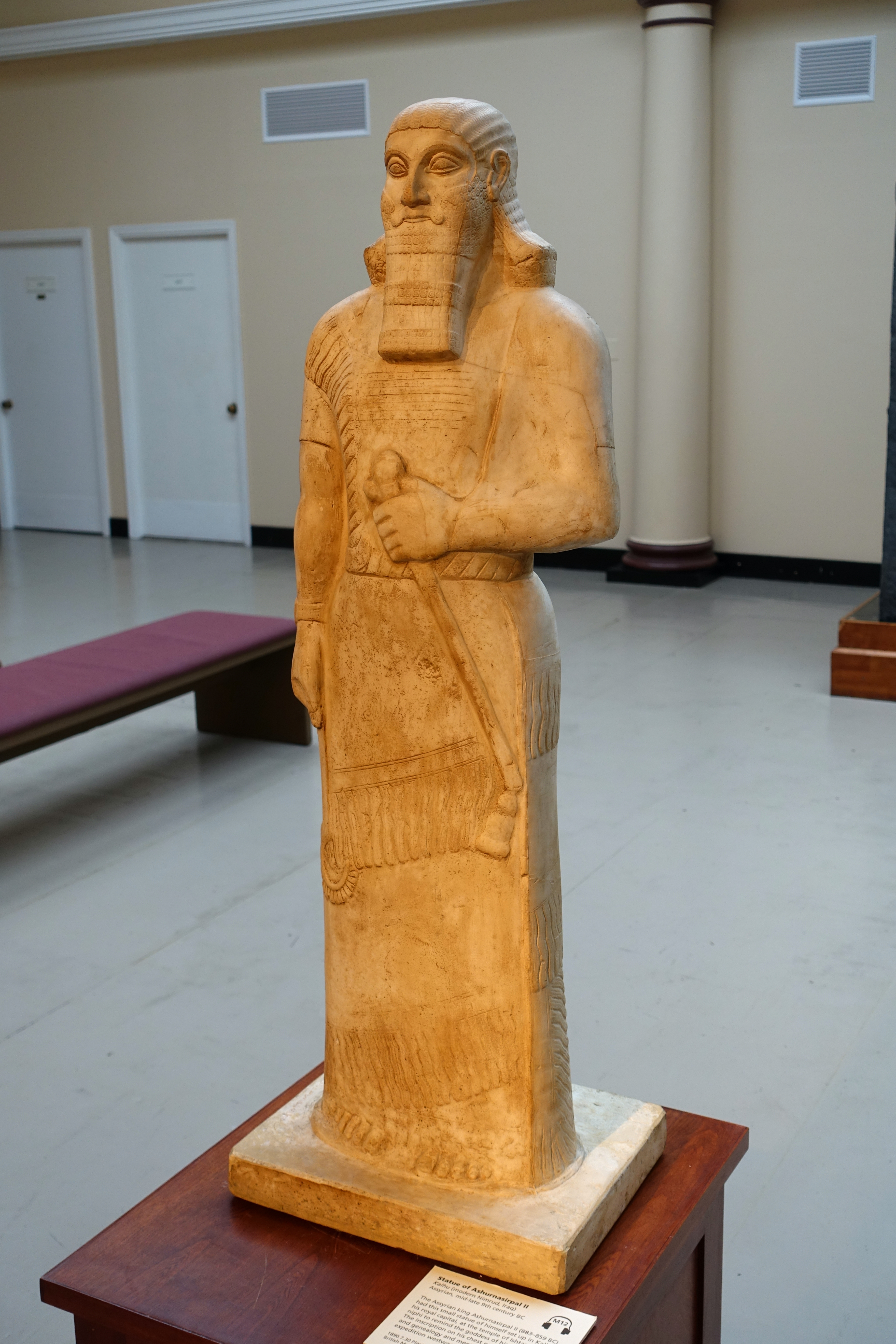
Socha Aššurnasirpala II. nalezená v chrámu bohyně Ištar

Byl energickým vládcem a důsledně uskutečňoval svoji politiku. Vedl dobyvačné války a získaná území připojil ke své říši. V souvislosti s jeho nástupem na trůn vypuklo povstání, které však bez milosti potlačil. Podnikl několik výprav na sever do země Nairi a na východ k pohoří Zagros. Dařilo se mu i na západě, kde si podrobil rozsáhlé oblasti a s nimi i několik významných měst (např. chetitský Karchemiš). Jeho armády došly až do Libanonu a podle tradice si „očistily“ zbraně ve vlnách Středozemního moře. Jeho vojenské úspěchy byly způsobeny i reorganizací armády, díky které mohl podnikat dlouhodobější tažení, což bylo důležité zejména kvůli dobývání měst, jelikož dříve nemohli Asyřané města obléhat dostatečně dlouho. V průběhu jeho vlády byly k odvádění daní přinuceny i aramejské kmeny a fénická města.
Území Asýrie sahalo v jeho době od Středozemního moře na západě po Urmijské jezero na východě. Babylonii odňal dvě pevnosti a hlavně ovládl území středního Eufratu a Chaburu, takže tímto směrem nemohli babylonští obchodníci posílat své karavany.

## Stavitelská činnost

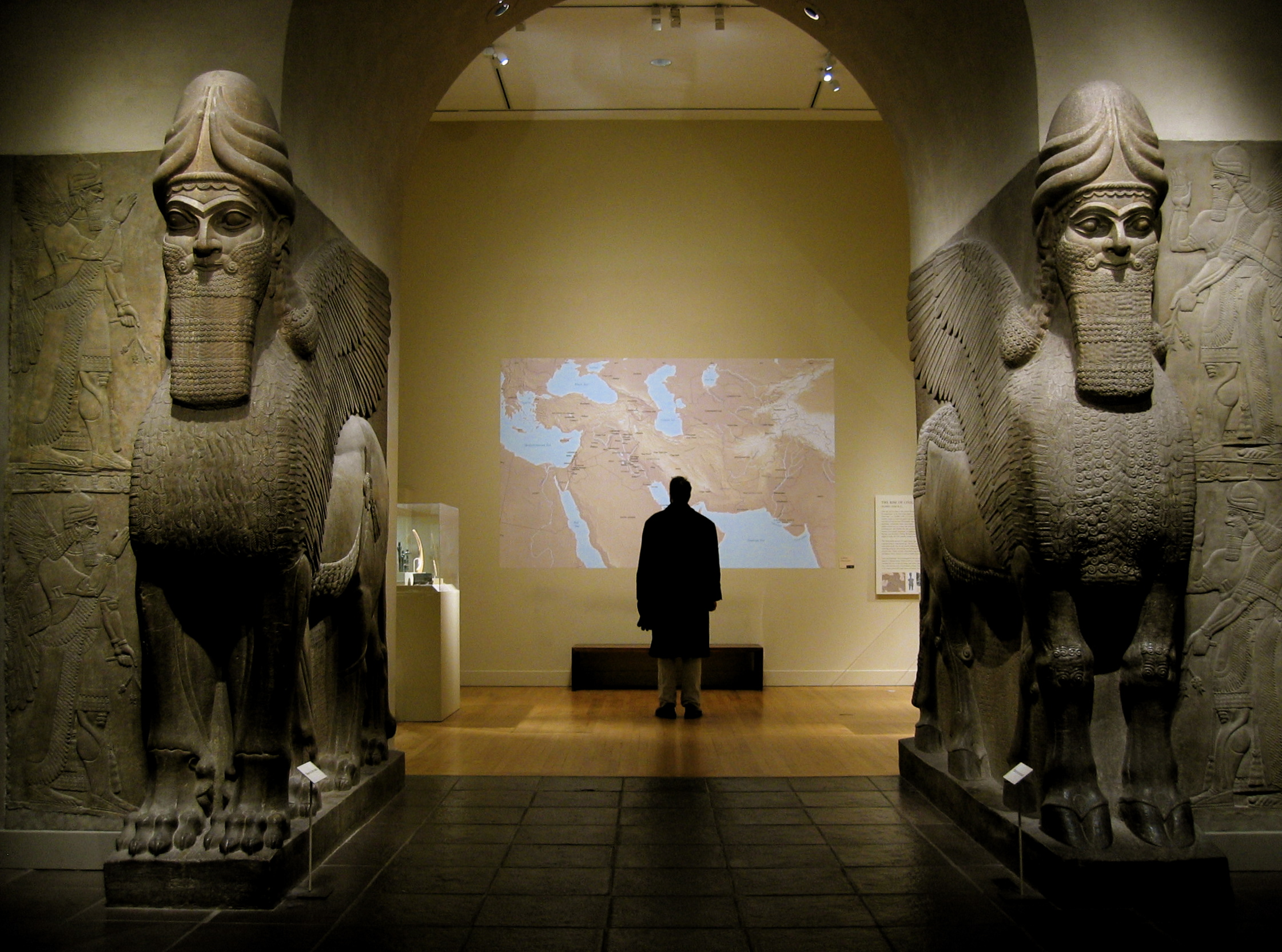
Nimrudská brána (Metropolitní Muzeum)

Rovněž věnoval mnoho úsilí výstavbě asyrských měst. V Aššúru vystavěl palác a obnovil chrám Sína a Šamaše, v Ninive rekonstruoval chrám boha Aššúra a svatyni bohyně Ištar, v Imgur Enlilu (dnešní Balavat) si nechal zbudovat novou rezidenci. Největší stavební činnost však rozvinul ve městě Kalchu (dnešní Nimrúd) ležícímu několik desítek kilometrů na sever od Aššuru na řece Tigris, z něhož také učinil své hlavní sídlo. To sice založil již Salmanassar I., ale postupem času bylo opuštěno. Chtěl z něj mít „asyrský Babylón“. Okolo Kalchu vyrostly městské hradby o rozloze 360 hektarů, obepínájící chrámy, paláce, sady a zahrady. Ty byly zavlažovány nově vykopaným kanálem z Velkého Zábu. Král zde nechal vysázet vzácné rostliny a založil botanickou a zoologickou zahradu. V chetitském městě Karchemiši se Aššurnasirpal II. inspiroval monumentální architekturou, a tak se pod tímto vlivem ve městě objevili obrovští okřídlení býci a lvi s lidskou hlavou i gigantické reliéfní scény oslavující vítězného krále.
Jeho nástupcem na asyrském trůnu se stal jeho syn Salmanassar III.